# NGC 7442
NGC 7442 is een spiraalvormig sterrenstelsel in het sterrenbeeld Pegasus. Het hemelobject werd op 24 november 1861 ontdekt door de Duits-Deense astronoom Heinrich Louis d'Arrest.

## Synoniemen
- UGC 12286
- MCG 2-58-45
- ZWG 430.42
- IRAS 22569+1516
- PGC 70183